# 伊万·尼古拉耶维奇·库兹涅佐夫
伊万·尼古拉耶维奇·库兹涅佐夫（俄语：Иван Николаевич Кузнецов；1909年6月7日—1976年8月23日）是俄罗斯电影演员。

## 生平
1909年生于薩拉托夫。早年在船舶公司担任机械工。1935年毕业于列宁格勒表演艺术学院。1935年至1945年是列宁格勒电影制片厂的职业演员。1946年转移至莫斯科电影演员剧院工作。1976年8月23日病逝，享年67岁。葬于瓦甘科沃公墓。

## 主要参演
| 年份   | 电影         | 饰演 |
| ------ | ------------ | ---- |
| 1937年 | 《十三》     |      |
| 1938年 | 《共青城》   |      |
| 1955年 | 《45号地区》 |      |
| 1963年 | 《仙镜王国》 |      |
| 1966年 | 《亚当夏娃》 | 上校 |